# معركة أوزو
معركة أوزو تشير إلى اثنين من المعارك التي دارت بين تشاد و‌ليبيا في وحول بلدة أوزو، تشاد في أغسطس 1987، كجزء من حرب تويوتا، المرحلة الأخيرة من الصراع التشادي الليبي الأكبر. أسفرت المعركة الأولى عن انتصار تشاد، في حين أن المعركة الثانية وهي هجوم ليبي مضاد قد فازت بها ليبيا. كان النصر الليبي الوحيد في حرب تويوتا.

## المعركة الأولى
في أواخر عام 1987، كانت القوات المسلحة الوطنية التشادية في طور استعادة شمال تشاد من ليبيا. وبدأت معركة قطاع أوزو - وهو شريط من الأراضي في شمال تشاد التي كانت تسيطر عليها ليبيا آنذاك - في أواخر يوليو. بعد تعرضه لسلسلة من الهزائم، نظم الجيش الليبي هجوما مضادا في 8 أغسطس في محاولة لاستعادة موطئ قدم في جبال تيبستي القريبة. ومع توجه القوة الليبية المكونة من 3 آلاف جندي جنوبا، نحو بلدة تبستي في برداي، اعترضتها القوات المسلحة الوطنية، التي حاصرتهم وهاجمتهم من جهات متعددة، مما اضطرهم إلى التراجع. بدأ التشاديون بعد ذلك بملاحقة الليبيين بقوة شمالاً عبر الصحراء، نحو أوزو، مما ألحق العديد من الضحايا على طول الطريق بالجيش الليبي، الذي عانى من 650 قتيلاً و147 أسيراً و111 مركبة عسكرية تم الاستيلاء عليها، وتم تدمير ما لا يقل عن 30 دبابة و‌ناقلات جند مدرعة. مع توجه الليبيين، انتقلت قوات القوات المسلحة الوطنية بسهولة إلى بلدة أوزو في نفس اليوم؛ ومع ذلك، ذهب هذا التحرك ضد نصيحة رئيس فرنسا والحليف التشادي فرانسوا ميتران، الذي رفض تقديم الدعم الجوي للعملية.

## المعركة الثانية
وأثار فقدان أوزو غضب زعيم ليبيا معمر القذافي الذي أمر باستعادتها. أرسل علي الشريف، الذي كان يعتبر على نطاق واسع أكثر القادة قدرة في ليبيا، جنبا إلى جنب مع 15,000 جندي لاستعادة المدينة. بدأ الليبيون بقصف البلدة بالمدفعية والغارات الجوية لتليين المواقع التشادية. على الرغم من القصف، عندما هاجم الليبيون أخيرا في 14 أغسطس تم صد وفقدان أكثر من 200 رجل في هذه العملية. أعاد الشريف تنظيم صفوفه وشن هجومًا ثانيًا، ولكنه هزم مرة أخرى. تغلب التشاديون على أسلحة الليبيين المتفوقة، والتي شملت دبابات تي-55 السوفيتية، باستخدام تكتيكات مبتكرة. فعلى سبيل المثال، سيركب التشاديون صواريخ مضادة للدبابات من طراز MILAN مزودة من فرنسا على شاحنات تويوتا بيك أب ثم يتسابقون على شاحنتين باتجاه الدبابة من اتجاهات معاكسة. ولم تتمكن الدبابات من تحريك أطوارها بسرعة كافية لتعقبها. وفي الوقت نفسه، «قام الليبيون باعتداءات أمامية بسيطة بطيئة الحركة، تم تفكيكها بسهولة عن طريق سريع، مغلفا الهجمات التشادية المضادة».
بعد هزيمته الثانية، بدأ الشريف بقصف مدفعي وجوي أكبر على البلدة. إلى ذلك، أحضر عدداً من وحدات وتشكيلات الكوماندوز من حرس الجماهيرية. استخدم الشريف هذه القوات كقوات صادمة، ومع قوة نارية هائلة - التشاديون الذين يفتقرون إلى الدعم الجوي الفرنسي - نجح أخيرا في استعادة أوزو في 28 أغسطس. وساعده في ذلك أن العديد من القادة التشاديين الرئيسيين انسحبوا من البلدة استعداداً لهجوم مفاجئ على قاعدة جوية ليبية، ولم يتبق وراءه سوى نحو 400 جندي من القوات المسلحة الوطنية بقيادة قائد مبتدئ. واحتفالاً، طار القذافي بالصحفيين الأجانب إلى المنطقة لتسليط الضوء على النصر. وكان هذا هو الانتصار الليبي الوحيد في الحرب.

## فيما بعد
وردا على ذلك، شنت تشاد - بقيادة الرئيس التشادي حسين حبري - هجوما مفاجئا على قاعدة معطن السارة الجوية الليبية في 5 سبتمبر، مما أسفر عن انتصار مذهل. توقف القتال بين البلدين بعد ستة أيام في 11 سبتمبر 1987 عندما قبل الزعيمان وقف إطلاق النار الذي اقترحته منظمة الوحدة الأفريقية. توقفت الجهود التشادية لاستعادة قطاع أوزو، وبالتالي ظلت بلدة أوزو تحت السيطرة الليبية.
وقد اختتم نزاع أوزو خيرا في 3 فبراير 1994، عندما قرر قضاة محكمة العدل الدولية بأغلبية 16 إلى 1 أن قطاع أوزو ينتمي إلى تشاد. وبمراقبة المراقبين الدوليين، بدأ انسحاب القوات الليبية من القطاع في 15 أبريل واكتمل بحلول 10 مايو. وجرى النقل الرسمي والنهائي لقطاع أوزو من ليبيا إلى تشاد في 30 مايو، عندما وقع الجانبان إعلانا مشتركا ينص على أن الانسحاب الليبي قد تم.